# Hoàng Hà Giang
Hoàng Hà Giang (30 de abril de 1991-7 de diciembre de 2015) fue una deportista vietnamita que compitió en taekwondo. Ganó una medalla de plata en los Juegos Asiáticos de 2006 en la categoría de –55 kg.

## Palmarés internacional
| Juegos Asiáticos | Juegos Asiáticos | Juegos Asiáticos | Juegos Asiáticos |
| Año              | Lugar            | Medalla          | Categoría        |
| ---------------- | ---------------- | ---------------- | ---------------- |
| 2006             | Doha (Catar)     | Medalla de plata | –55 kg           |